# Bertie Ahern

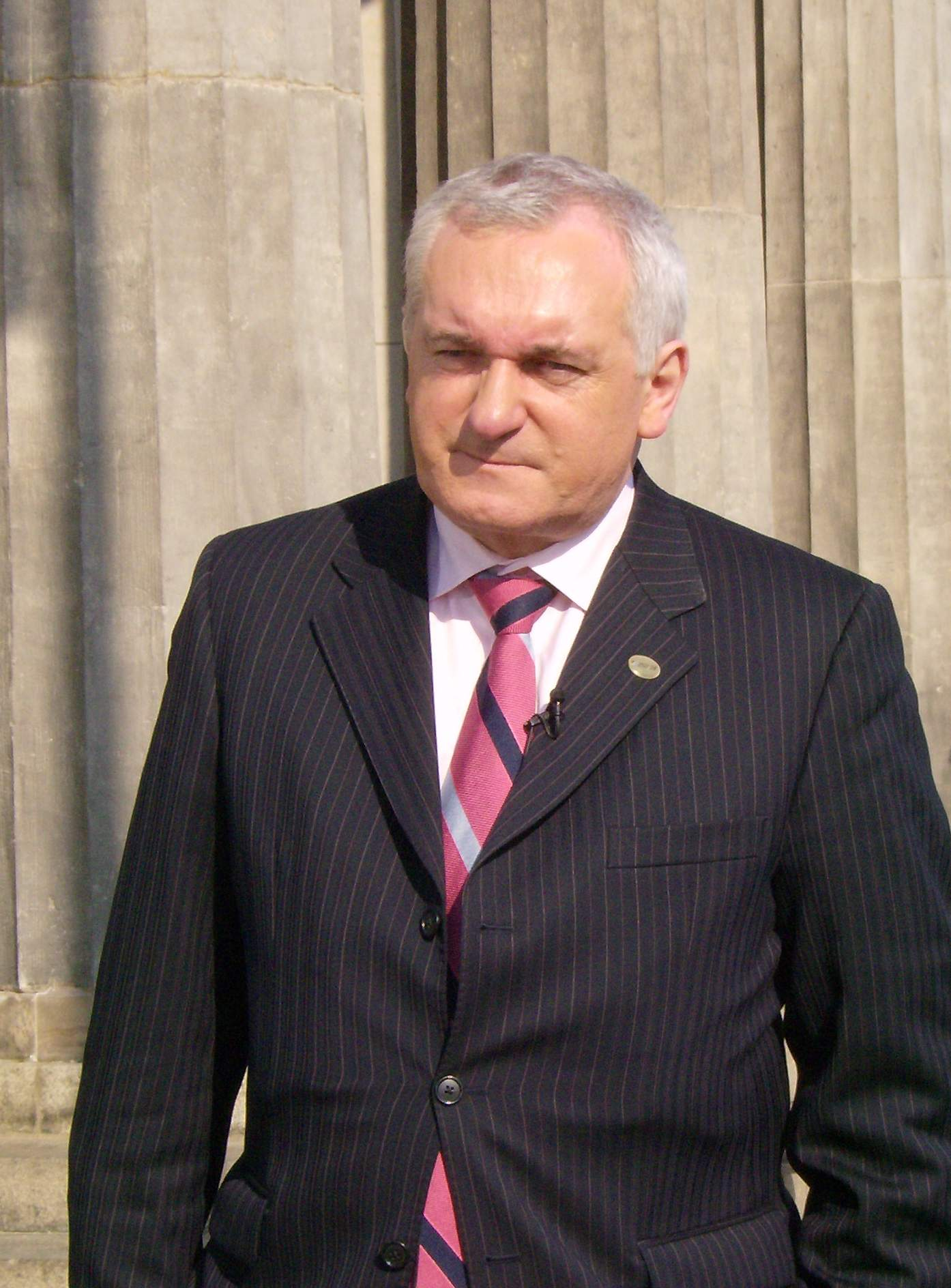
Bertie Ahern (2007)

Patrick Bartholomew Ahern [əˈhɜɹn], irisch Pádraig Parthalán Ó hEachthairn (* 12. September 1951 in Dublin), ist ein irischer Finanz- und Wirtschaftswissenschaftler sowie Politiker. Von 1997 bis 2008 war Ahern der Ministerpräsident (Taoiseach) Irlands. Er gehörte der Partei Fianna Fáil an.

## Leben
Bertie Ahern studierte am University College Dublin sowie an der London School of Economics and Political Science (LSE), ohne das Studium an der LSE jedoch abgeschlossen zu haben.
Er war seit 1977 Abgeordneter (Teachta Dála) im Dáil Éireann, dem irischen Parlament, und vertrat dort bis 2011 den Wahlkreis Dublin Central. Ahern war Mitglied der Regierungen von Charles J. Haughey und Albert Reynolds als Verteidigungsminister (1982), Arbeitsminister (1987–1991), Finanzminister (1991–1994) und außerdem für kurze Zeit stellvertretender Ministerpräsident (Tánaiste). Während seiner Amtszeit als Finanzminister war er zudem Mitglied des Vorstandes des Internationalen Währungsfonds sowie von 1991 bis 1992 Vorsitzender der Europäischen Investitionsbank.
1994 wurde er der sechste Parteivorsitzende von Fianna Fáil nach Albert Reynolds und Oppositionsführer im irischen Parlament unter der Regierung von John Bruton. Irischer Ministerpräsident war er seit dem 26. Juni 1997 und stand bis 2007 einer Zwei-Parteien-Koalition vor, die auch durch mehrere unabhängige Abgeordnete gestützt wurde. Bei der Parlamentswahl am 24. Mai 2007 erhielt Fianna Fáil 78 der 166 Sitze im Parlament. Dieser unerwartet klare Sieg seiner Partei wurde auf die große Popularität Aherns zurückgeführt; er ist der erste irische Premierminister seit dem Zweiten Weltkrieg, der drei Wahlen hintereinander gewann.
Im 1. Halbjahr 2004 war er Vorsitzender des Europäischen Rats als Nachfolger von Silvio Berlusconi (Italien). Am 27. Juni 2004 schlug er offiziell José Manuel Barroso als neuen Präsidenten der EU-Kommission vor.
Mit Wirkung zum 6. Mai 2008 trat Ahern von seinen Ämtern als Ministerpräsident und als Parteivorsitzender zurück, nachdem er seit Monaten durch Vorwürfe der Annahme von privaten Zuwendungen unter starkem politischem Druck stand. Mit diesem Schritt wolle er das Ansehen von Amt und Partei aufrechterhalten, betrachte sich selbst jedoch als unschuldig. Sein Nachfolger in beiden Positionen wurde Brian Cowen.
Ende Dezember 2010 kündigte Ahern an, bei der nächsten Wahl zum Dáil nicht mehr zu kandidieren. 2012 verließ er die Partei, bevor man ihn ausgeschlossen hätte.
Im Februar 2019 wurde er zum Vorsitzenden der Bougainville Referendum Commission ernannt, die das Unabhängigkeitsreferendum in Bougainville 2019 vorbereitete.
Bertie Ahern hat zwei Töchter: Georgina, die seit 2003 mit dem Popsänger Nicky Byrne verheiratet ist, und die Schriftstellerin Cecelia Ahern.